# Brussels Cycling Classic 2024
La Brussels Cycling Classic 2024 fou la 104a edició de la Brussels Cycling Classic. La cursa es disputà el 2 de juny de 2024 amb un recorregut de 218,4 km amb inici i final a Brussel·les. La cursa formava part de l'UCI ProSeries 2024, en la categoria 1.Pro.
El vencedor final fou el noruec Jonas Abrahamsen (Uno-X Mobility), que s'imposà en solitari en l'arribada a Brussel·les. Biniam Girmay (Intermarché-Wanty i Kaden Groves (Alpecin-Deceuninck), segon i tercer respectivament, completaren el podi.

## Equips
L'organització convidà a 21 equips a prendre part en aquesta cursa.
| WorldTeams (9)- Arkéa-B&B Hotels - Alpecin-Deceuninck - Bora-Hansgrohe - Cofidis - Groupama-FDJ - Intermarché-Wanty - Soudal Quick-Step - Team dsm-firmenich PostNL - UAE Team Emirates ProTeams (12)- Bingoal WB - Caja Rural-Seguros RGA - Israel-Premier Tech - Equipo Kern Pharma - Lotto Dstny - Q36.5 Pro Cycling Team - TDT-Unibet - Team Flanders-Baloise - Team Novo Nordisk - TotalEnergies - Uno-X Mobility - VF Group-Bardiani CSF-Faizané |
| |

## Classificació final
| \| Classificació general \| Classificació general \| Classificació general \| Classificació general \| Classificació general \| \| Corredor \| Corredor \| Equip \| Temps \| \| \| --------------------- \| -------------------------- \| ----------------------------- \| --------------------- \| --------------------- \| \| 1r \| Jonas Abrahamsen \| Uno-X Mobility \| 4h 53' 23" \| \| \| 2n \| Biniam Girmay \| Intermarché-Wanty \| + 4" \| \| \| 3r \| Kaden Groves \| Alpecin-Deceuninck \| + 4" \| \| \| 4t \| Pascal Ackermann \| Israel-Premier Tech \| + 4" \| \| \| 5è \| Matteo Moschetti \| Q36.5 Pro Cycling Team \| + 4" \| \| \| 6è \| Sebastián Molano Benavides \| UAE Team Emirates \| + 4" \| \| \| 7è \| Filippo Fiorelli \| VF Group-Bardiani CSF-Faizanè \| + 4" \| \| \| 8è \| Lionel Taminiaux \| Lotto Dstny \| + 4" \| \| \| 9è \| Milan Fretin \| Cofidis \| + 4" \| \| \| 10è \| Francisco Galván Fernández \| Equipo Kern Pharma \| + 4" \| \| |                            |                               |            |
| |                            |                               |            |
| Font: ProCyclingStats |                            |                               |            |
| Classificació general |                            |                               |            |
| Corredor | Corredor                   | Equip                         | Temps      |
| 1r | Jonas Abrahamsen           | Uno-X Mobility                | 4h 53' 23" |
| 2n | Biniam Girmay              | Intermarché-Wanty             | + 4"       |
| 3r | Kaden Groves               | Alpecin-Deceuninck            | + 4"       |
| 4t | Pascal Ackermann           | Israel-Premier Tech           | + 4"       |
| 5è | Matteo Moschetti           | Q36.5 Pro Cycling Team        | + 4"       |
| 6è | Sebastián Molano Benavides | UAE Team Emirates             | + 4"       |
| 7è | Filippo Fiorelli           | VF Group-Bardiani CSF-Faizanè | + 4"       |
| 8è | Lionel Taminiaux           | Lotto Dstny                   | + 4"       |
| 9è | Milan Fretin               | Cofidis                       | + 4"       |
| 10è | Francisco Galván Fernández | Equipo Kern Pharma            | + 4"       |